# Knoxville News Sentinel
El Knoxville News Sentinel, también conocido como Knox News, es un diario de Knoxville, Tennessee, Estados Unidos, propiedad de Gannett Company.

## Historia
El periódico se formó en 1926 a partir de la fusión de dos periódicos competidores: The Knoxville News y The Knoxville Sentinel. John Trevis Hearn comenzó a publicar The Sentinel en diciembre de 1886, mientras que The News se inició en 1921 por Robert P. Scripps y Roy W. Howard. Los dos se fusionaron en 1926, y la primera edición de The Knoxville News-Sentinel apareció el 22 de noviembre de ese año. El editor de 1921 a 1931, Edward J. Meeman, más tarde fue enviado a Memphis para editar el desaparecido Memphis Press-Scimitar.
En 1986, News-Sentinel se convirtió en un periódico matutino, y el otro periódico en Knoxville, el Knoxville Journal, se convirtió en un periódico vespertino. El Journal dejó de publicarse como diario en 1991, cuando expiró el acuerdo de operación conjunta entre los dos periódicos. En 2002, el periódico eliminó el guion de su nombre para convertirse en Knoxville News Sentinel.
En abril de 2016, el News Sentinel anunció que se había convertido en parte de Gannett, como parte de USA Today Network. El News Sentinel se agregó a la compañía de periódicos más grande del país con más de 200 diarios locales y USA Today.

## Gestión
Joel Christopher, antes de Louisville Courier Journal, fue nombrado editor ejecutivo del Knoxville News Sentinel en enero de 2019.
El nombramiento de Christopher se produjo después de la jubilación del editor ejecutivo Jack McElroy a principios de 2019. McElroy, anteriormente miembro de Rocky Mountain News, sirvió a News Sentinel como su principal editor durante 17 años.
Frank E Rosamond Sr. fue el último presidente del periódico después de dejar la empresa con McElroy en 2018.

## Knox News
Knox News, la marca digital de News Sentinel y Knoxnews.com, ha ganado muchos premios nacionales, incluido ganar tres premios Digital Edge 2008 de la Newspaper Association of America por el mejor sitio web de noticias en general, la participación de usuarios más innovadora y el mejor diseño del sitio.

## Lectura adicional
- Mooney, Jack (1996). A History of Tennessee Newspapers.